# Spirontocaris
Spirontocaris (лат.) — род морских настоящих креветок из семейства Thoridae надсемейства Alpheoidea подотряда Pleocyemata. В ископаемом виде неизвестны. Типовой вид Cancer spinus Sowerby, 1805, ныне Spirontocaris spinus (Sowerby, 1805). Встречаются в Северном полушарии в Тихом, Атлантическом и Северном Ледовитом океанах от арктических до умеренных вод. Эти креветки безвредны для человека, их охранный статус не определён, они не являются объектами промысла.
Основная масса видов семейства Thoridae относится к четырем родственным родам (Eualus, Heptacarpus, Lebbeus и Spirontocaris), которые в течение многих лет классифицировались вместе как род Spirontocaris.

## Виды
По данным World Register of Marine Species, на апрель 2025 года в состав рода включают 21 вид:
1. Spirontocaris arcuata Rathbun, 1902
2. Spirontocaris arcuatoides Kobjakova, 1962
3. Spirontocaris brashnikowi Kobjakova, 1936
4. Spirontocaris brevidigitata Kobjakova, 1935
5. Spirontocaris dalli Rathbun, 1902
6. Spirontocaris gurjanovae Kobjakova, 1955
7. Spirontocaris holmesi Holthuis, 1947
8. Spirontocaris intermedia Kobjakova, 1936
9. Spirontocaris lamellicornis (Dana, 1852)
10. Spirontocaris liljeborgii (Danielssen, 1859)
11. Spirontocaris microdentata Kobjakova, 1962
12. Spirontocaris murdochi Rathbun, 1902
13. Spirontocaris ochotensis (Brandt, 1851)
14. Spirontocaris pectinifera (Stimpson, 1860)
15. Spirontocaris phippsii (Krøyer, 1841)
16. Spirontocaris prionota (Stimpson, 1864)
17. Spirontocaris sica Rathbun, 1902
18. Spirontocaris snyderi Rathbun, 1902
19. Spirontocaris spinus (Sowerby, 1805)
20. Spirontocaris truncata Rathbun, 1902
21. Spirontocaris urupensis Kobjakova, 1962